# Бйоле-Оржула
Бйоле-Оржула (фр. Bioley-Orjulaz) — колишня громада  в Швейцарії в кантоні Во, округ Гро-де-Во. 2021 року Бйоле-Оржула приєдналось до громади Асан.

## Географія
Громада розташована на відстані близько 75 км на південний захід від Берна, 11 км на північ від Лозанни.
Бйоле-Оржула має площу 3,1 км², з яких на 10,7% дозволяється будівництво (житлове та будівництво доріг), 70,6% використовуються в сільськогосподарських цілях, 17,8% зайнято лісами, 1% не є продуктивними (річки, льодовики або гори).

## Демографія
2019 року в громаді мешкало 520 осіб (+15% порівняно з 2010 роком), іноземців було 21,2%. Густота населення становила 167 осіб/км².
За віковим діапазоном населення розподілялося таким чином: 20,4% — особи молодші 20 років, 69% — особи у віці 20—64 років, 10,6% — особи у віці 65 років та старші. Було 203 помешкань (у середньому 2,5 особи в помешканні).
Із загальної кількості 836 працюючих 10 було зайнятих в первинному секторі, 417 — в обробній промисловості, 409 — в галузі послуг.